# Concepció Darné i Dalmau
Concepció Darné i Dalmau   (Pals, 1 de desembre de 1886 - Girona, 1968), fou pianista i professora de piano al Conservatori del Liceu.
Nascuda a Pals el 1886, va estudiar harmonia amb els mestres Carles Gumersind Vidiella i Vicent Maria de Gibert al Conservatori del Liceu de Barcelona. Als dissey anys donà el seu primer concert a Barcelona, a l'Ateneu Barcelonès. L'any 1906 va donar, a l'Associació Wagneriana, una audició amb obres de Debussy i Ravel. Va actuar també a diverses sales de Madrid i a l'Associació Musical de Barcelona. Col·laborà amb l'Orquestra Simfònica de Barcelona dirigida pel mestre Lamote de Grignon. L'any 1927 participà, juntament amb la Banda Municipal de Barcelona dirigida pel mateix Lamote de Grignon, als Festivals Musicals de Frankfurt. Fou professora del Conservatori del Liceu.